# Scandria-Korridor
Als Skandinavisch-Adriatischer Korridor (Abkürzung Scandria-Korridor) wird ein geografischer (Verkehrs- und Raumentwicklungs-)Korridor bezeichnet, der sich von Oslo und Helsinki, über Stockholm, Berlin und Wien, bis hin zur nördlichen Adria erstreckt und mehr als ein Dutzend Großstadtregionen mit etwa 100 Millionen Einwohnern umfasst. Er ist weitgehend Teil des Skandinavien-Mittelmeer-Korridors und umfasst auch Teile des Orient-Östliches-Mittelmeer-Korridors sowie des Ostsee-Adria-Korridors, die zu den neun Kernnetzkorridoren des Transeuropäischen Verkehrsnetzes (TEN-V) gehören.
Der Begriff Scandria-Korridor steht für eine strategische Initiative mit verschiedenen Partnerschaften, deren Ziel es ist, die kürzeste geografische Verbindung zwischen Skandinavien und der Adria als Regionalentwicklungs- und Verkehrsachse zu stärken. Mehr als 100 Partner aus den Bereichen Politik, Wirtschaft und Wissenschaft sind mit verschiedenen transnationalen und nationalen Projekten und Initiativen beteiligt, um die Infrastruktur zu entwickeln bzw. zu verbessern, Schwachstellen zu beseitigen sowie die Vernetzung, die Raumentwicklung und das Wirtschaftswachstum innerhalb des Scandria-Korridors voranzubringen.

## Ziel und Vision
Es soll ein „grüner“ Korridor entstehen, der sowohl nachhaltige Verkehrslösungen im Hinblick auf multimodalen Güter- und Personentransport als auch die Entwicklung von Technologien zur Nutzung regenerativer Energien im Verkehrsbereich fördert. Neue Formen der Zusammenarbeit und des Wissenstransfers werden im Korridor unterstützt und weitere Projekte mit kombinierten Finanzierungsansätzen sollen initiiert werden. Europäische Zielsetzungen sollen mit Initiativen der regionalen Entwicklung verbunden, harmonisiert und umgesetzt werden.
Die Partner wollen im Triple-Helix-Verbund (Politik – Wirtschaft – Wissenschaft) eine Plattform zum Austausch und zur Kooperation („Scandria-Allianz“) etablieren, um eine ökonomisch starke Nord-Süd-Entwicklungsachse in und für Europa zu schaffen. Dieser integrierte Ansatz wird durch Projekte und Initiativen von der lokalen bis zur transnationalen Ebene getragen.

## Projekte
Die transnationale Zusammenarbeit im Scandria-Korridor entstand aus einer Reihe von Kooperationsprojekten, insbesondere der Interreg-Förderung. Im November 2007 haben ostdeutsche Bundesländer ihre Absicht erklärt, Projektaktivitäten und Vorhaben zwischen Skandinavien und der Adria abzustimmen und zu entwickeln („Berliner Erklärung“). Zwischen 2009 und 2012 wurde die Zusammenarbeit im Verkehrsbereich durch das Projekt Scandria in der Ostseeregion und das Projekt SoNorA im mitteleuropäischen Raum konkretisiert.
In der Ostseeregion hatten sich Scandria und weitere Projekte dem Thema der ebenen- und fachübergreifenden Zusammenarbeit und Entwicklung von grünen Korridoren, also einer nachhaltigen Verkehrs- und Regionalentwicklung, gewidmet. Um die ebenen- und fachübergreifenden Rahmenbedingungen und strategischen Optionen in den unterschiedlichen Ländern auszuloten, haben sie sich zum Baltic Sea Region Transport Cluster (2012–2013) zusammengeschlossen. Weiterführende Themen wurden im Projekt TransGovernance (2012–2014) bearbeitet.
Im Jahr 2013 vereinbarten sechs Partner aus Schweden, Deutschland und Italien, neue Projektideen in der Ostseeregion (Scandria2Act) und in Mitteleuropa (INTER-Green) zu entwickeln, um den Scandria-Korridor zu stärken. Scandria2Act wurde als eines von 35 Projekten im November 2015 vom Begleitausschuss der Ostseeregion genehmigt und zählt nun auch zu den „Flagship-Projekten“ im Verkehrsbereich der Ostseeraumstrategie.
In dem Projekt Scandria2Act arbeiten 19 Partner aus fünf Staaten (Deutschland, Dänemark, Norwegen, Schweden, Finnland) im Zeitraum von Mai 2016 bis April 2019 an der:
- Stärkung des schienengebundenen und multimodalen Güter- und Personenverkehrs,
- verstärkten Nutzung erneuerbarer Energien und Technologien im Verkehrssektor,
- Mobilisierung von TEN-V Projektanträgen Dritter
- Entstehung einer transnationalen Allianz im Scandria-Korridor für die grenzüberschreitende Zusammenarbeit im Transportsektor und bei der Raumentwicklung.

## Allianz
Idee der Scandria-Allianz ist es, Aktivitäten auf Grundlage bisher gemeinsam realisierter Kooperationsprojekte im Rahmen von Interreg zu bündeln, weiterzuentwickeln und neue Projektideen mit verschiedenen und kombinierten Finanzierungsmodellen zu unterstützen.
Die Scandria-Allianz bietet eine Plattform zur Kommunikation und Zusammenarbeit zwischen verschiedenen Initiativen unter anderem aus den Bereichen Politik, Transport und Logistik. Ziel ist die Verbesserung der Energie- und Klimabilanz des Korridors, die Förderung der Verlagerung vom Verkehr der Straße auf die Schiene und die Unterstützung der regionalen wirtschaftlichen Anstrengungen.

## Zusammenhang mit den Transeuropäischen Verkehrsnetzen (TEN-V)
Mit der neuen EU-Infrastrukturpolitik wird ein starkes und konsistentes Transeuropäisches Verkehrsnetz (TEN-V) in 28 Mitgliedstaaten der Europäischen Union eingerichtet. Die Aufgabe besteht darin, die Kohäsionspolitik durch folgende Aktivitäten umzusetzen:
- Gestaltung der Ost-West- und Nord-Süd-Verbindungen
- Beseitigung von verkehrlichen Engpässen
- Verbesserung der multimodalen Infrastruktur
- Straffung von grenzüberschreitenden Verkehrsoperationen für Passagiere und Unternehmen in der gesamten EU.

Durch diese Aktivitäten wird die Erreichbarkeit der Regionen verbessert und zu den Zielen der EU im Bereich des Klimawandels beigetragen.
Die europäische Verkehrspolitik mit der schrittweisen Verwirklichung der TEN-V beruht auf der Erkenntnis, dass leistungsfähige und gut vernetzte Infrastrukturen von zentraler Bedeutung für Wettbewerbsfähigkeit, Wachstum, Arbeitsplätze und Wohlstand der Europäischen Union (EU) sind. Die neue Verordnung (EU) Nr. 1315/2013 zu den Leitlinien für die Transeuropäischen Verkehrsnetze (TEN-V) definiert allgemeine Ziele und Prioritäten sowie spezielle technische Anforderungen an das TEN-V-Netz. Gleichzeitig wurde durch die Verordnung (EU) Nr. 1316/2013 zur Schaffung der Fazilität „Connecting Europe“ ein Instrument zur Umsetzung der Leitlinien geschaffen.
Das TEN-V ist zweilagig aufgebaut; es besteht aus einem Gesamtnetz und einem Kernnetz. Das Kernnetz soll bis 2030, das Gesamtnetz bis 2050 vollendet sein. Im Kernnetz wurden darüber hinaus neun Korridore auf der Grundlage der wichtigsten geographischen Verbindungen gebildet:
- zwei Nord-Süd-Korridore (hierunter der Skandinavien-Mittelmeer-Korridor),
- drei Ost-West-Korridore und
- vier diagonale Korridore.

Die Korridore sind multimodal angelegt und sollen vor allem grenzüberschreitende Verbindungen, also die grenzübergreifenden Verkehrsflüsse innerhalb der EU, verbessern. Entsprechend der TEN-Verordnung wird für jeden Korridor ein EU-Koordinator eingesetzt. Zusammen mit den Mitgliedstaaten erstellen diese Arbeitspläne für die Korridore auf und verfolgen deren Umsetzung.
Der Skandinavien-Mittelmeer-Korridor, zu dem der Scandria-Korridor überwiegend gehört und der ihn ergänzt, ist der längste der TEN-Kernnetzkorridore. Er ist eine entscheidende Achse für die europäische Wirtschaft und verbindet die großen städtischen Zentren und Wirtschaftszonen zwischen Skandinavien und dem Mittelmeer, zwischen Deutschland und Italien.

## Historie

### Der Korridorgedanke
Die länderübergreifende Initiative der ostdeutschen Bundesländer zur Förderung eines „Ostsee-Adria-Entwicklungskorridors“ (heute „Scandria-Korridor“) wurde am 10. Mai 2007 ins Leben gerufen. Der Scandria-Korridor, der die kürzeste geografische Verbindung zwischen Ostsee und Adria darstellt, schien geeignet für die Etablierung einer neuen transeuropäischen Nord-Süd-Verbindung.
In einer Studie wurde ermittelt, welche raumwirtschaftlichen Potenziale und Kooperationsmöglichkeiten es zur Entwicklung eines solchen Korridors aus raumwissenschaftlicher Sicht gibt. Sie zeigte auf, dass die verschiedenen Teilräume des Korridors (Skandinavien, der Alpenraum und der Mittelmeerraum) gemeinsame Wurzeln des kulturellen und wirtschaftlichen Austausches aufweisen. Darüber hinaus wurden Chancen zur weiteren Verknüpfung dieser Räume dargelegt, die sich aus dem voranschreitenden Prozess der europäischen Integration ergeben.
Ein nationales politisches Ziel der Initiative war es, die neuen Bundesländer mit den anderen europäischen Teilräumen enger zu verbinden und dadurch neue Entwicklungsimpulse für sie selbst und den gesamten Korridorraum zu generieren. Es sollen „harte“ Infrastrukturen in Form von Straßen-, Schienen- und Schiffsverbindungen berücksichtigt werden. Darüber hinaus soll die Entwicklung des Scandria-Korridors aber auch durch die Förderung von funktional begründeten Beziehungen im Bereich von Wirtschaft, Wissenschaft und Kultur unterstützt werden. Diese Verknüpfungen bilden die Voraussetzung für die Errichtung und nachfrageorientierte Nutzung von Infrastrukturen und erhöhen gleichzeitig die gesellschaftliche Wahrnehmung und Identitätsbildung des Korridorraums.
Weiterhin wurde davon ausgegangen, dass sich durch den Wandel von der industriellen Produktion zur Wissensgesellschaft Chancen zur Herausbildung neuer räumlicher Entwicklungsmöglichkeiten auch jenseits der etablierten Hauptverkehrsachsen und wirtschaftlich starken Räume, wie den Metropolregionen in Zentraleuropa, ergeben. Die Ertüchtigung vorhandener Infrastrukturen sowie die Nutzung vorhandener Siedlungspotenziale soll einerseits Anreize für alle relevanten Partner bieten, sich zu beteiligen und andererseits auf bereits vorhandenen Kompetenzen aufbauen und unnötige Ausgaben im Infrastrukturbereich vermeiden.

### Meilensteine in der Entwicklung des Scandria-Korridors
| Jahr | Meilenstein |
| ---- | --- |
| 2007 | - Unterzeichnung der COINCO-Charta mit gegenseitiger Verpflichtung zur Unterstützung des Korridors zwischen Oslo und Berlin über die Öresundregion - Vorrangige Achsen und Projekte im TEN-V – fehlende Verbindung zwischen Berlin und Skandinavien - Unterzeichnung der „Berliner Erklärung“ durch die Raumentwicklungsminister der neuen Bundesländer sowie die Senatorin von Berlin mit der politischen Absicht, den Scandria-Korridor zu unterstützen |
| 2009 | - Kooperationsvereinbarung zwischen den Interreg-Projekten Scandria, TransBaltic und EWTC II - Verkehrsvorhersagen mit Auswirkungen auf die regionale Entwicklung |
| 2010 | - Teilnahme an Verfahren zur Überarbeitung des TEN-V - Unterzeichnung der „Scandria Berliner Erklärung“, in der die signierenden Parteien eine enge Zusammenarbeit im Korridor erklären sowie ihre Mitwirkung und Unterstützung zusichern |
| 2011 | - Veröffentlichung der Scandria-Strategie für einen grünen Korridor (Scandria Green Corridor Strategy) - Präsentation der EU-Kommission mit dem Vorschlag zu den neuen TEN-V-Leitlinien und der „Connecting Europe Facility“ (CEF) und Übermittlung an das EU-Parlament |
| 2012 | - Veröffentlichung des Scandria-Aktionsprogramms (Scandria Action Programme) - Einbringen von Änderungsvorschlägen zu den TEN-V und Billigung durch das EU-Parlament |
| 2013 | - Absichtserklärung („Memorandum of Understanding“) der Kooperationspartner zur gemeinsamen Entwicklung zukünftiger Projekte - Veröffentlichung der Verordnungen TEN-V und CEF zur neuen Förderperiode 2014–2020 |
| 2014 | - Darstellung aller Projekte und Initiativen im Scandria-Korridor auf einer gemeinsamen Webseite |
| 2015 | - Genehmigung des Projektes Scandria2Act im BSR Interreg V B |
| 2016 | - Kooperationsvereinbarung zwischen den Interreg-Projekten „Scandria2Act“, „NSBCoRe“ und „TENTacle“ |
| 2019 | - Gründung der Scandria®Allianz als projektunabhängige Kooperations- und Kommunikationsplattform für Städte und Regionen entlang des Scandria-Korridors |

## Urban Nodes
Städtische Knoten sind ein wichtiges konzeptionelles Element bei der Neuausrichtung der Transeuropäischen Netze. Zunächst wurden die Hauptknoten des Kernnetzes bestimmt:
1. städtische Knoten, das heißt die Hauptstädte aller EU-Mitgliedstaaten (um alle Mitgliedstaaten einzuschließen) sowie weitere wichtige und/oder große Städte und Agglomerationen (samt ihren Flughäfen, See- und Binnenhäfen und sonstigen multimodalen Plattformen)
2. die wichtigsten Häfen, die entweder aufgrund ihres Warenumschlags oder ihrer räumlichen Verteilung ausgewählt wurden
3. Grenzübertrittspunkte zu den Nachbarländern der EU, die ebenfalls als Hauptknoten der Netzbildung fungieren.

Zwischen den städtischen Hauptknoten wurde das Kernnetz aufgespannt. Die städtischen Knoten sind somit als funktionale Räume ein wichtiges Instrument zur Umsetzung der neuen europäischen Verkehrsstrategie. Ein städtischer Knoten (“urban node”) ist ein urbaner, funktionaler Raum, der die Transportinfrastrukturen des TEN-V, wie oben genannt, innerhalb und um diesen urbanen, funktionalen Raum umfasst und diese mit den anderen Teilen der transnationalen Infrastrukturen verbindet und sie gleichzeitig mit den regionalen und lokalen Netzen verknüpft (oder verknüpfen soll). Die Aufgabe der Urban Nodes ist es, diese Verknüpfung innerhalb der Korridore und grenzübergreifend zu garantieren und zu verbessern.
Alle Urban Nodes im nördlichen Scandria-Korridor sind auch im Projekt Scandria2Act vertreten.
Auch die Hauptstadtregion Berlin-Brandenburg ist als Urban Node im Transeuropäischen Verkehrsnetz verankert.
Hier kreuzen sich drei der multimodalen Kernnetzkorridore:
- Der Orient-Östliches Mittelmeer-Korridor als Verbindung der deutschen Nord- und Ostseeregionen über Berlin nach Tschechien – Slowakei – Ungarn zum Schwarzen Meer (Bulgarien/ Rumänien) und zum Mittelmeer (Griechenland).
- Der Nord-Ostsee-Korridor Bremerhaven/ Rotterdam/ Antwerpen – Berlin – Warschau – Terespol/ Kaunas verbindet die Häfen in Westeuropa mit Terminals in Deutschland, Polen und Litauen.
- Der Skandinavien-Mittelmeer-Korridor als Nord-Süd-Achse von Malta und Italien über Hamburg und Rostock nach Skandinavien.

## Beitrag zur EU-Politik
Die Initiative Scandria-Korridor trägt zur Wachstumsstrategie Europas (Europa 2020), zum Fahrplan der EU-Kommission zu einem einheitlichen europäischen Verkehrsraum (Weißbuch), zur EU-Strategie für den Ostseeraum (EUBSR) und zur Umsetzung von TEN-V und den Korridorstudien bei.
Die Programme des Interreg sind Teil der Struktur- und Investitionspolitik der Europäischen Union und sollen die Zusammenarbeit und die regionale Entwicklung zwischen den Mitgliedstaaten der Europäischen Union auf verschiedenen Ebenen fördern. Sie sollen vor allem nationale Planungs- und Entwicklungsschranken überwinden und grenzübergreifende, transnationale Investitionen vorbereiten.